# 艾爾賽馬場

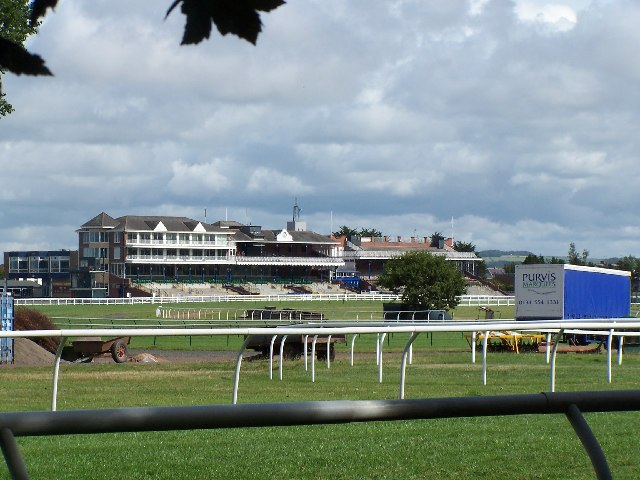

艾爾賽馬場（英語：Ayr Racecourse），位於蘇格蘭艾爾的賽馬場，於1907年建立，曾被賽馬愛好者俱樂部（Racegoers Club）19度評為蘇格蘭及東北地區最佳賽馬場，包括於2013年之前連續9年獲得這項殊榮。它亦被VisitScotland授予4星級觀光景點的評級

## 外部連結
- 官方網站 （页面存档备份，存于）
- GG.COM的課程指南
- Drawbias.com的課程指南 （页面存档备份，存于）
- At The Races的課程指南

55°27′54″N 4°36′31″W / 55.46500°N 4.60861°W